# 서울 천축사 마애사리탑
천축사 마애사리탑(天竺寺 磨崖舍利塔)은 서울특별시 도봉구, 천축사에 있는 조선시대의 사리탑이다. 2016년 2월 18일 서울특별시의 문화재자료 제65호로 지정되었다.

## 개요
천축사 마애사리탑 2기는 도봉구 도봉산 만장봉 동쪽 기슭에 자리한 대한불교조계종 직할사찰인 천축사의 일주문 뒤편 암벽에 각각 새겨져 있다.
암벽의 남향으로 조각된 사리탑은 사리를 넣었던 감실 위에 음각으로 “청신녀정월 영주봉안탑 정축사월일(淸信女淨月 靈珠奉安塔 丁丑四月日)이라고 새겨져 있어, 여성 재가자인 정월(淨月)의 사리를 봉안한 것임을 알 수 있고, 동향으로 조각된 사리탑은 ”신녀○영영주탑 임오팔월(信女○英靈珠塔 壬午八月)이라고 새겨져 있다.
천축사 마애사리탑은 명문을 통하여 제작연대와 사리탑의 주인공을 확인할 수 있고, 19세기 후반 석조미술사 연구에 학술적 가치가 있는 자료이다.

## 조사 보고서
도봉구 도봉산 만장봉(萬丈峰) 동쪽 기슭에 자리한 천축사(天竺寺)는 대한불교조계종 직할사찰로, 673년에 의상(義湘)이 옥천암(玉泉庵)으로 창건하고, 1398년과 1470년에 왕명으로 중창하였다. 조선시대 명종대(1545~1567)에 문정왕후가 사찰에 화류용상(樺榴龍床)을 헌납하여 불좌로 사용하였다. 1812년에 경학이 사찰을 중창하는 등 근대까지 활발하게 사찰이 운영되었다.
천축사로 올라가는 일주문 뒤쪽 큰 암벽에 남향과 동향으로 각각 마애사리탑 2기가 새겨져 있다. 암벽 남향에 마련되어 있는 사리탑은 사리를 넣었던 감실 위에 음각으로 “청신녀정월 영주봉안탑 정축사월일(淸信女淨月 靈珠奉安塔 丁丑四月日)”이라고 새겨져 있어, 여성 재가자인 정월(淨月)의 사리를 봉안한 조형물임을 알 수 있다. 정월 마애사리탑은 높이가 93cm, 폭이 47cm로, 사각형 몸체에 윗부분만 반원형을 그리는 마애비의 형태를 따르고 있다. 탑의 하부에 사각형 사리공(19cm×17.5cm, 깊이 13.5cm)을 마련하여 유골이나 사리 등의 봉안물을 넣었던 것으로 추정된다.
건립 시기는 정축사월(丁丑四月)로 연호가 없어 명확하지 않지만, 19세기의 정축년에 해당하는 시기는 1817년과 1877년인데, 1793년(癸丑)에 태어나서 1877년경에 사망한 것으로 추정되는 ‘정월’은 1858년에 조성된 천축사 비로자나삼신괘불도에 “인권시주 신녀계축생박씨청정월단신(引勸施主 信女癸丑生朴氏淸淨月單身)”으로 나와 있는 것으로 보아 19세기 중반 천축사 불사에 관련된 인물임을 알 수 있다.
그리고 암벽의 동향에 위치한 사리탑도 사리를 넣었던 감실 위에 음각으로 “신녀○영영주탑임오팔월(信女○英靈珠塔 壬午八月)」”이라고 새겨져 있다. 이 마애사리탑은 몸체와 윗부분이 사각형으로, 탑 하부에 사각형 사리공(13.5cm×13cm, 깊이 11.5cm)을 마련하여 봉안물을 넣었던 것으로 보인다.
명문에 적힌 ‘○영’이 누구인지 문헌에 남아있지 않아 구체적으로 알 수는 없지만, 마애사리탑의 형태나 치석 수법 및 방형 사리공 등에서 ‘청신녀 정월 마애사리탑’과 비슷한 시기에 조성된 것으로 보여 임오년을 1882년으로 추정해 볼 수 있다.
조선 후기 기년명 마애사리탑은 경기 안양 염불암 현진당부도(現眞堂浮屠, 1783년), 경기 안양 불성사 각원선사마애부도(覺圓禪師磨崖浮屠, 1796년 추정), 서울 학도암 청신녀월영영주지탑(淸信女月影靈珠之塔, 1819년), 경북 청도 신둔사 마애현수이씨사리탑(磨崖賢修李氏舍利塔, 1852년), 서울 강북 도선사 김상궁마애사리탑(金尙宮磨崖舍利塔, 1873년), 안양 염불암 여산송씨마애부도(礪山宋氏磨崖浮屠, 1890년) 등이 있으며, 연대 미상은 19세기 안양 반월암 서영당마애부도(西影堂磨崖浮屠), 20세기 서울 종로 안양암 춘학대화상마애부도(春鶴大和尙磨崖浮屠), 경북 상주 북장사 경암당부도(景巖堂浮屠) 등이 남아 있다. 이들 마애사리탑은 신자들이 사망한 후 건립되는 기념비적인 조형물로, 승려뿐만 아니라 재가신자들도 일부 건립된 것으로 보인다.
명문을 통하여 주인공과 건립 연대를 추정해 볼 수 있는 천축사 마애사리탑은 조선 후기 전형적인 마애비(磨崖碑) 형태를 따르고, 봉안되었던 복장유물에 대해서는 파악할 수 없지만 탑 하부에 사각형 감실이 남아있어 용도와 성격을 분명하게 보여준다.
천축사 마애사리탑 2기는 제작연대와 사리탑의 주인공을 추정해 볼 수 있는 유적으로, 천축사가 19세기 후반까지도 법등(法燈)으로 유지되고 있었음을 알 수 있는 자료이다. 또한 19세기 후반 석조미술사 연구에 학술적 가치가 있는 자료로 판단되어 서울시 문화재자료로 지정하여 보존하는 것이 바람직한 것으로 사료된다.

## 참고 자료
- 천축사 마애사리탑 - 국가유산청 국가유산포털